# ディオニシウス (クレーター)
ディオニシウス(Dionysius)は静かの海の西側に位置する月のクレーターである。南東にはリッター (クレーター)とサビン (クレーター)という2つのクレーターがある。北西にはリマエ・リッターというリルが存在する。このリルの裂け目は北西に伸びている。
ディオニシウスの周壁はほとんど円形であるが、少しばかり欠けている。クレーターは130kmにも及ぶ光条を持っている。ディオニシウスは高いアルベドを持つため、満月のときに太陽が真上に登ると明るく輝く。クレーターの近くには暗い物質が少ない。

## 従属クレーター
ディオニシウスのごく近くにある小さな無名のクレーターについては、アルファベットを付加することによって識別される。
| 名称 | 月面緯度 | 月面経度 | 直径 |
| ---- | -------- | -------- | ---- |
| A    | 1.7° N   | 17.6° E  | 3 km |
| B    | 3.0° N   | 15.8° E  | 4 km |